# GISWiki
GISWiki ist ein im Februar 2003 gegründetes Wiki, das sich ausschließlich mit der Thematik Geographische Informationssysteme (GIS) beschäftigt. Die unter der GNU-Lizenz für freie Dokumentation stehenden Beiträge werden von ehrenamtlichen Autoren verfasst. Als Wiki-Software kommt MediaWiki zum Einsatz. Das Wiki umfasst rund 1.200 Artikel. 
Neben dem deutschsprachigen GISWiki bestand von 2006 bis 2011 auch eine englischsprachige Ausgabe. Es handelte sich um ein nicht-kommerzielles Zero-Budget-Projekt. Finanziert wurde das Projekt wesentlich mit privaten Geldern und z. T. mit Werbung. 
Darüber hinaus wurde bis Anfang 2012 das OpenGeoDB-Wiki auf der GISWiki-Infrastruktur gehostet. Im Mittelpunkt des Projektes OpenGeoDB steht der Aufbau einer möglichst vollständigen Datenbank mit Geokoordinaten zu allen Orten und Postleitzahlen für Österreich, Belgien, Schweiz, Deutschland und Liechtenstein.
Das GISWiki betrieb darüber hinaus ein News-Portal (GIS-News) und bietet Tools für Georeferenzierungsprojekte innerhalb der Wikipedia an.